# Baliesthes alboguttatus
Baliesthes alboguttatus là một loài bọ cánh cứng trong họ Cerambycidae.